# 235P/LINEAR
La comète LINEAR, officiellement 235P/LINEAR, est une comète périodique du système solaire, découverte le 16 mars 2002 par le programme LINEAR.